# Anker Jørgensen
Pour les articles homonymes, voir Jørgensen.
Anker Jørgensen, né le 13 juillet 1922 à Copenhague (Danemark) et mort le 20 mars 2016 dans la même ville, est un homme politique danois. Il est membre du Parti social-démocrate, qu'il dirige de 1973 à 1987. Il occupe à deux reprises le poste de Premier ministre : une première fois du 5 octobre 1972 au 19 décembre 1973, puis du 13 février 1975 au 10 septembre 1982.

## Biographie
Orphelin dès son plus jeune âge, il suit les cours du soir et obtient son diplôme de fin d'études secondaires. Il rejoint dans les années 1950 le mouvement ouvrier unitaire et devient en 1958 le président de l'union des travailleurs manutentionnaires. En 1961, il est élu au conseil municipal de Copenhague puis devient en 1962 président de l'union nationale des travailleurs. Il est élu député en 1964 sous l'étiquette du Parti social-démocrate. Il est nommé Premier ministre le 3 octobre 1972 grâce à l'appui du Premier ministre sortant Jens Otto Krag.

## Publications
- (da) Fra mine dagbøger, 3 vol., Fremad, 1989–1990.  (ISBN 87-557-1543-5) og  (ISBN 87-557-1544-3)
  1. 1972-1975: Bølgegang
  2. 1975-1977: I smult vande
  3. 1978-1982: Brændingen
- (da) Fra Christianshavn til Christiansborg : erindringer 1922-1972, Fremad, 1994.  (ISBN 87-557-1832-9)